# Переводы романа «Властелин колец»
Существуют десятки переводов романа Джона Р. Р. Толкина «Властелин колец» на разные языки. В помощь переводчикам Толкин составил «Гид по именам во „Властелине колец“», а также специальный раздел в приложениях к роману.
Роман считается непростым для перевода из-за сложного нарратива, литературного стиля Толкина, использовавшего архаизмы, а также большого количества имён и названий. Отдельную трудность представляет сложная взаимосвязь между реальными и вымышленными языками, использованными в книге. Вестрон («Всеобщее наречие» Средиземья), согласно Толкину, был «переведён» им на современный английский язык, и одновременно связан с более древним языком Рохана, который, в свою очередь, был переведён на древнеанглийский, а язык Дейла — на древнескандинавский. Все эти языки взаимосвязаны. Филолог Томас Хонеггер предложил варианты для перевода с этих языков на французский и немецкий, отметив, что некоторую часть древнеанглийских имён и названий нужно оставить без перевода.
Толкин, будучи экспертом в германской филологии, лично изучил некоторые переводы «Властелина колец» и оставил свои комментарии. Ему не понравились ранние переводы его романа на нидерландский и шведский языки, после чего в 1967 году он составил «Гид по именам», где подробно указал, какие имена и названия нужно переводить, а какие оставить без перевода.
Лингвисты исследовали многие из переводов, отметив специфические проблемы в каждом из случаев. Как правило, более поздние переводы исправляли ошибки ранних, являясь либо редактурой прежних версий, либо полностью новыми переводами. Во многих переводах прослеживается влияние реалий и мифологии конкретных стран и языков.

## Контекст
Джон Р. Р. Толкин (1892—1973) был английским писателем и филологом, получившим наибольшую известность в качестве автора художественных произведений «Хоббит, или Туда и обратно», «Властелин колец» и «Сильмариллион».
Первый том «Властелина колец» под названием «Братство Кольца» был опубликован на английском языке 29 июля 1954 года. Второй том «Две крепости» был опубликован 11 ноября того же года, а 20 октября 1955 года вышел третий том — «Возвращение короля». «Властелин колец» получил огромную популярность в США в 1960-е годы, став явлением массовой культуры. С тех пор роман остаётся очень популярным, общий тираж проданных книг превышает 150 миллионов.

## Трудности перевода

### Взаимосвязи между языками у Толкина
Так как «Властелин колец» был представлен автором как перевод «Алой книги Западных пределов» с вестрона на английский язык, переводчики должны учитывать сложные взаимодействия между английской и неанглийской (эльфийской) терминологией в книге. Дополнительную трудность вызывает наличие имён собственных, позаимствованных автором из древнеанглийского и древнескандинавского. Так, древнеанглийские имена и названия Толкин использовал для описания страны и народа рохиррим, к примеру имя Теоден является переводом древнеанглийского слова þēoden, что означает «король». Древнескандинавский язык использовался автором для имён гномов, к примеру слова Þorinn и Eikinskjaldi из эпической песни «Прорицание вёльвы» стали у Толкина именем гнома Торин Дубощит.

Толкин создал лингвистическую загадку, используя псевдоперевод европейских языков для разных народов Средиземья[4]

Взаимосвязь подобных имён с английским языком в контексте истории английского и в целом германских языков в целом должна отражать взаимосвязь между «настоящими» именами и названиями и вестроном. Исследователь Толкина Том Шиппи отметил, что Толкин сначала сочинил слова, имена и названия, а затем придумал части Средиземья, чтобы разрешить «лингвистическую загадку», созданную им самим, когда он использовал разные европейские языки для народов своего легендариума. Это взаимосвязи не так-то просто передать при переводе «Властелина колец».

Подобно тому, как древнеанглийский язык является предшественником современного английского, язык рохиррим является предшественником вестрона. В романе вестрон «переведён» на современный английский[6]. Такие тонкости трудно передать в переводе[5]

Томас Хонеггер предложил следующие варианты перевода на французский язык:
| Язык Средиземья | Язык перевода                   | Комментарий                                                                                              |
| --------------- | ------------------------------- | --- |
| Язык Шира       | Современный французский язык    | «Лингва франка», на котором говорят во всём Средиземье, за исключением некоторых «изолированных народов» |
| Язык Дейла      | Пикардский язык                 | Также использовался гномами Эребора                                                                      |
| Язык Рохана     | Средневековая вульгарная латынь | Предшественник французского                                                                              |

Хонеггер полагает, что подобный подход к переводу соответствует лингвистическому подходу Толкина, однако не может в полной мере передать все культурные аспекты. Рохиррим, народ Рохана, говорит на мерсийском диалекте древнеанглийского, а их культура похожа на англосаксонскую. Однако средневековая латынь никак не связана с мерсийской англосаксонской культурой. Вследствие этого Хонеггер предложил не переводить древнеанглийские имена и названия (что в целом соответствовало рекомендациям Толкина, сформулированным в «Гиде по именам»), однако отметил, что «небольшая лингвистическая адаптация к целевому языку» иногда допустима. К примеру, приветствие Эомера своему королю (др.-англ. Westu, Théoden, hal!) при переводе на немецкий он предложил передать на древневерхнемецком (др.-в.-нем. Sî dû, Thioden, heil!).

### Архаизмы
Ещё одной трудностью для переводчиков романа являются архаизмы, используемые Толкином. Аллан Тернер приводит пример инверсии, в которой Толкин ставит дополнение в начале предложения, а не после сказуемого: «Оружие они сложили у ваших дверей» (англ. Weapons they have laid at your doors). Тернер отмечает, что это невозможно передать при переводе на французский, тогда как в немецком это нормальная конструкция и не производит «архаического эффекта».

### Идиолекты
Ещё одной сложностью является перевод речей Голлума, полной идиолектов, с простым, но грамматически неправильным синтаксисом, отражающим его «шизофреническую» личность. Он часто повторяет слово «прелесть» (англ. precious), что относится как к Единому кольцу, так и к самому Голлуму. Местоимения он использует нестандартно: про себя он говорит «я» или «мы», а во время диалогов со своим alter ego Смеаголом говорит «ты», имея в виду самого себя. Голлум использует некорректные формы множественного числа, неправильно согласует подлежащее и сказуемое и времена, что также непросто перевести на другие языки. В переводе на китайский, например, игнорируется манера Голлума некорректно использовать множественное число (англ. pocketses вместо англ. pockets или англ. goblinses вместо англ. goblins).

## Ранние переводы
Первыми переводами романа были перевод на нидерландский Макса Шухарта (1956—1957) и на шведский Оке Ольмаркса (1959—1960). Оба достаточно вольно обращались с оригиналом, что видно даже из перевода названия — «Под чарами кольца» (нидерл. In de Ban van de Ring) и «Правящее кольцо» (швед. Härskarringen).
Толкин следил и за нидерландским, и за шведским переводом, активно выражая своё недовольство, особенно по поводу переводов имён собственных. Несмотря на долгие переписки, Толкину не удалось переубедить переводчиков на нидерландский и шведский языки, и он остался сильно разочарованным этими первыми переводами своего романа.

### Перевод на нидерландский

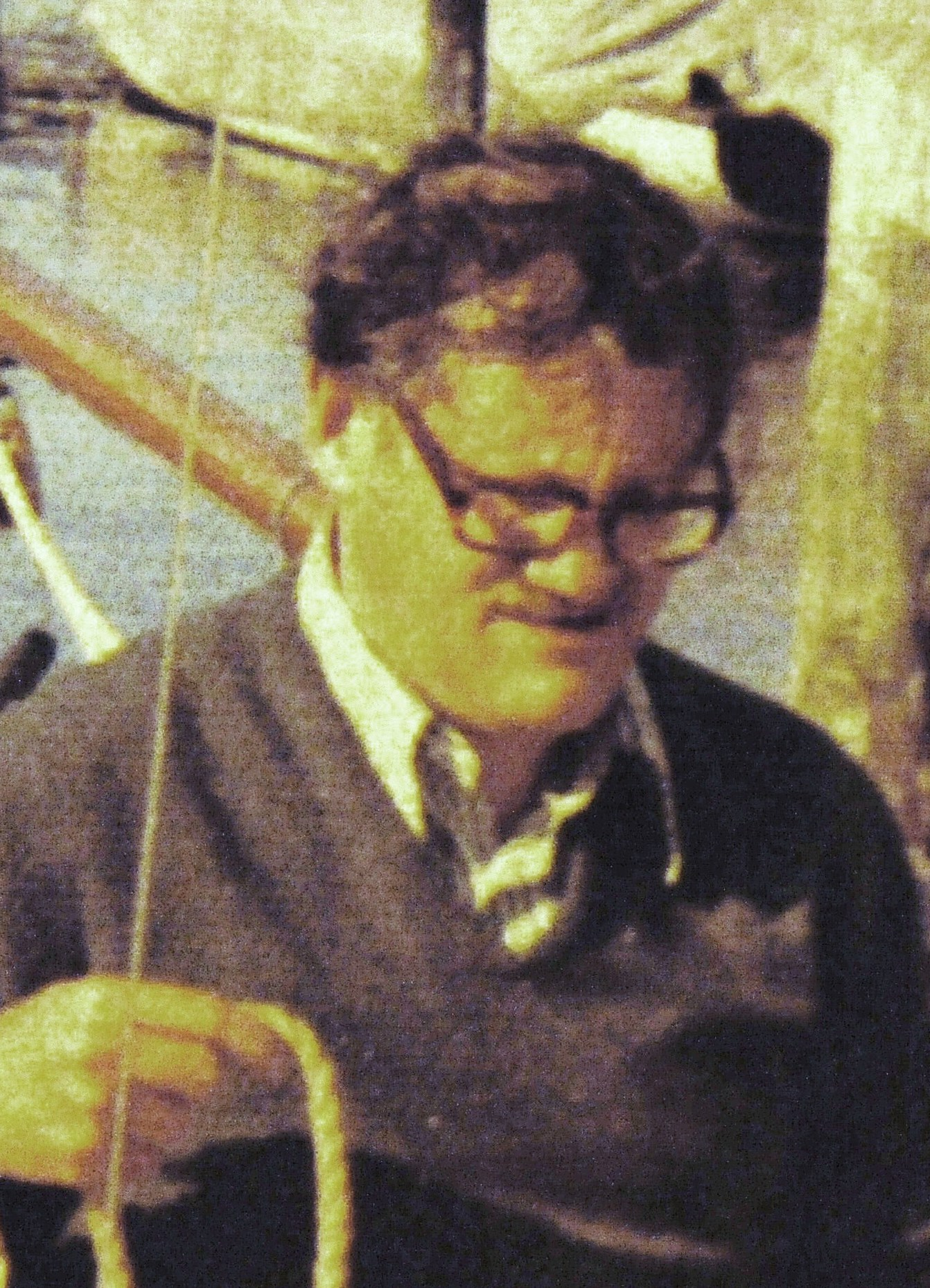
Толкину не понравился перевод на нидерландский Макса Шухарта

По поводу перевода на нидерландский Макса Шухарта Толкин писал:

В принципе я со всей категоричностью вообще возражаю против «перевода» имён собственных (даже компетентным специалистом). Удивляюсь, с какой стати переводчик считает себя призванным или обязанным это делать. То, что это — «воображаемый» мир, не дает ему никаких прав перекраивать его по своему капризу, даже будь он способен в течение нескольких месяцев воссоздать согласованную систему, над которой сам я трудился долгие годы. [...] И да позволено мне будет заявить сейчас и немедленно, что я не потерплю подобной халтуры в отношении имён. Равно как и в отношении названия/слова «хоббит».Оригинальный текст (англ.)In principle I object as strongly as is possible to the 'translation' of the nomenclature at all (even by a competent person). I wonder why a translator should think himself called on or entitled to do any such thing. That this is an 'imaginary' world does not give him any right to remodel it according to his fancy, even if he could in a few months create a new coherent structure which it took me years to work out. [...] May I say now at once that I will not tolerate any similar tinkering with the personal nomenclature. Nor with the name/word Hobbit.
| Стих о Кольцах власти | | |
| Толкин The Lord of the Rings | Шухарт In de ban van de Ring «Под чарами кольца» | Обратный перевод |
| Three Rings for the Elven-kings under the sky, Seven for the Dwarf-lords in their halls of stone, Nine for Mortal Men doomed to die, One Ring to rule them all, One Ring to find them, One Ring to bring them all and in the darkness bind them In the Land of Mordor where the Shadows lie. | Drie ringen voor de elfenkoningen op aard', Zeven voor de dwergvorsten in hun zalen schoon, Negen voor de mensen, die de dood niet spaart, Eén voor de Zwarte Heerser op zijn zwarte troon In Mordor, waar de schimmen zijn. | Три кольца — эльфийским королям земли, Семь — принцам гномов в их прекрасных залах, Девять — людям, которых не щадит смерть, Одно — Чёрному властелину на его чёрном троне В Мордоре, где тени. |

Несмотря на возражения Толкина, перевод «Властелина колец» на нидерландский почти не претерпел изменений, за исключением имён некоторых персонажей. В марте 1958 года Толкин принял приглашение быть почётным гостем на «Хоббитском ужине» («Hobbit-maaltijd»), который прошёл в Роттердаме и был организован продавцом книг Voorhoeve & Dietrich. Это был первый и единственный случай, когда Толкин принял такое приглашение.
Перевод Шухарта остаётся единственным официальным переводом «Властелина колец» на нидерландский язык. Существует ещё один неофициальный перевод, сделанный в конце 1970-х годов переводчицей Менсинк-ван Вармело (нидерл. E.J. Mensink-van Warmelo), которой «не нравился» перевод Шухарта.
Перевод Шухарта претерпел несколько ревизий, в частности, в 1965 и 2003 году, где были исправлены ошибки, а в 1997 году из перевода были исключены архаичные слова. Так как в нидерландском допустим обратный порядок слов, английские фразы с инверсией типа Fruitless did I call the victory of the Last Alliance? («Бесплодной ли называл я победу Последнего союза?») в переводе не обладали эффектом архаики, поэтому Шухарт в таких случаях использовал архаичные слова, к примеру нидерл. viel (в значении «пал», «был убит»). В издании 1997 года было использовано более современное слово (нидерл. sneuvelde). Также Толкин использовал архаичное слово ere (означает «прежде», «до»), которое Шухарт передал схожим словом нидерл. eer, но в 1997 году это слово было заменено на современное.

### Переводы на шведский
Оке Ольмаркс переводил на шведский Шекспира, Данте и Коран, а также древнескандинавский эпос. Из-за опыта перевода с древнескандинавского Ольмаркса порекомендовали издателю Gebers Förlag. Переводчик постарался найти подходящие древние шведские слова для ряда терминов из «Властелина колец». Исследователь Толкина Берегонд назвал удачными перевод слов «эльф» (швед. alv) и «Вестрон» (швед. väströna; смоделировано от швед. norröna, народ побережья Северного моря в героическую эпоху). С другой стороны, по мнению Берегонда, Ольмаркс не сумел увидеть «очевидные» когнаты швед. harg для англ. harrow в названии англ. Dunharrow и швед. skog для англ. shaw в англ. Trollshaws.

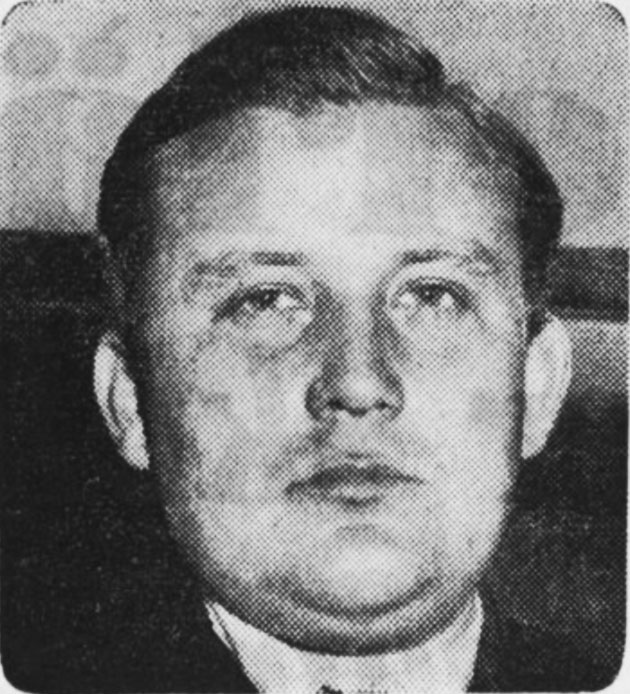
Толкин и многие читатели остались недовольны переводом Ольмаркса

Более частой претензией к переводу была склонность Ольмаркса к «приукрашиванию каждого описания». Так, Толкин называет богатства Бильбо «легендой» (в смысле слухами), а Ольмаркс добавляет от себя, что «его путешествия были легендарными» (швед. sägonomsusade).
Толкину очень не нравился перевод Ольмарксом «Властелина колец» на шведский (который вышел под названием «Правящее кольцо», Härskarringen), даже больше, чем перевод Шухарта на нидерландский. Перевод Ольмаркса оставался единственным переводом «Властелина колец» на шведский на протяжении сорока лет, и до самой своей смерти в 1984 году переводчик никак не реагировал на жалобы и просьбы пересмотреть свой текст.

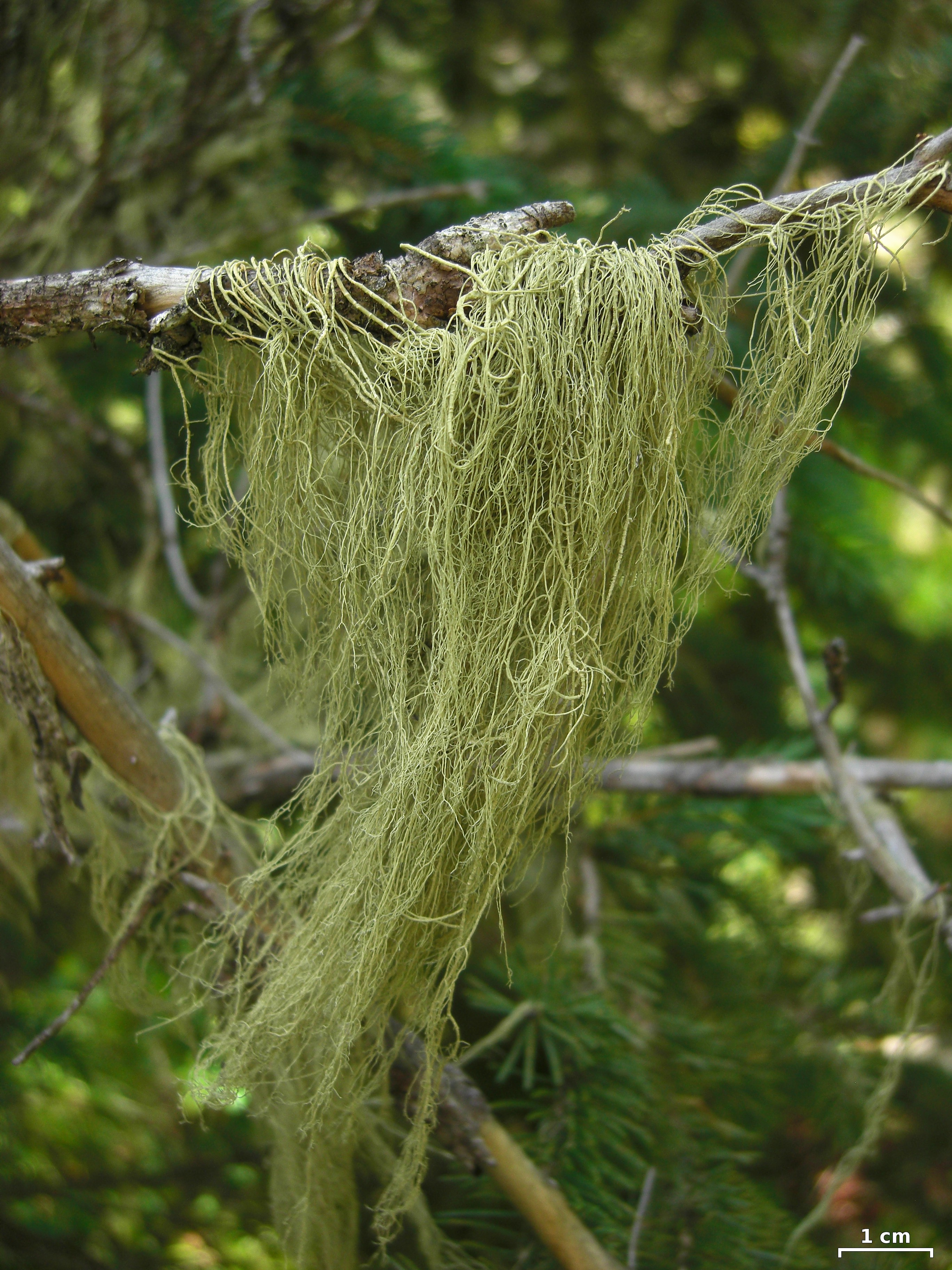
Ольмаркс перевёл имя Treebeard как Lichenbeard («Лишайниковая борода»). На фото — лесная борода

После публикации «Сильмариллиона» на английском языке в 1977 году Кристофер Толкин согласился на шведский перевод книги только при условии, что его не будет делать Ольмаркс. После пожара в доме Ольмаркса в 1982 году переводчик безосновательно обвинил в поджоге поклонников Толкина, а затем выпустил книгу «Толкин и чёрная магия» (швед. Tolkien och den svarta magin), в которой попытался связать Толкина и толкинистов с чёрной магией и нацизмом.
В 2004 году вышел новый перевод «Властелина колец» на шведский язык, который выполнил Эрик Андерссон, который в сообществе толкиноведов считается более адекватным. Так, Ольмаркс перевёл название Rivendell как «Водная долина» (швед. Vattnadal), а имя Treebeard — как «Лишайниковобородый» (швед. Lavskägge). Эрик Андерссон использовал другие варианты (швед. Riftedal и швед. Trädskägge), которые ближе оригиналу по смыслу. Для Роковой горы Ольмаркс использовал длинное название швед. Domedagsberget («Гора судного дня»), тогда как Андерссон сократил его до прямого перевода (швед. Domberget). Стихи у Андерссона были переведены Лоттой Ульссон (швед. Lotta Olsson). Её озадачили требования молодых поклонников Толкина сохранить имена в «традиционном» переводе (Ольмаркса) либо использовать оригинальные английские имена. Андерссон в целом согласился с этими требованиями, но заметил, что названия типа Old Forest нужно переводить, так как на это указывал сам Толкин.
Новый перевод получил название «Лорд колец» (швед. Ringarnas herre), что соответствовало английскому оригиналу.
| Толкин | Ольмаркс (1959—1961) | Андерссон и Ульссон (2005) |
| --- | --- | --- |
| англ. Indeed, few Hobbits had ever seen or sailed upon the Sea, and fewer still had ever returned to report it. | швед. Det var ju så, att sjömanslivet alls inte passade samman med hobernas allmänna läggning. Ytterst få hade sett havet, ännu färre befarit det, och av dem som verkligen seglat hade blott ett försvinnande fåtal återvänt och kunnat berätta om vad de upplevat.        | швед. Över huvud taget var det få hobbitar som hade sett havet eller färdats på det, och ännu färre hade återvänt och berättat om det. |
| Обратный перевод примеров                                                                                       | Это был тот случай, когда жизнь мореплавателя совершенно не соответствовала общему нраву хоббитов. Крайне немногие из них видели море, ещё меньше плавали по нему, а из тех, кто плавал, только исчезающе малое число вернулось и могло рассказать о том, что они пережили. | На самом деле было немного хоббитов, которые видели море или плавали по нему, а ещё меньше вернулись оттуда и рассказали об этом.      |

## «Гид по именам во „Властелине колец“»
После разочарования в переводах Шухарта и Ольмаркса Толкин посетовал, что с ним не советовались на раннем этапе перевода, но признал, что виной тому могло быть отсутствие «указателя имён и названий» с авторскими рекомендациями по переводу.
Узнав о подготовке к переводу «Властелина колец» на датский язык, Толкин решил подготовить свои рекомендации. 2 января 1967 года он писал Отто Б. Линдхарту, датскому издателю Gyldendals Bibliotek:
… Я недавно занялся, и почти завершил, комментарий к именам в этой истории, с пояснениями и предложениями для использования переводчиком, имея в виду в первую очередь датский и немецкий языки.
Издательство Allen & Unwin разослало фотокопии рекомендаций Толкина по переводу «Властелина колец» переводчикам в 1967 году. При жизни Толкина эти рекомендации были учтены лишь в двух переводах: на датский (Ида Нюроп Людвигсен) и на немецкий (Маргарет Карру), оба вышли в 1972 году. После смерти Толкина эти рекомендации были опубликованы под названием «Гид по именам во „Властелине колец“» (англ. Guide to the Names in The Lord of the Rings) под редакцией Кристофера Толкина в книге Джареда Лобделла «Компас Толкина» (1975). В 2005 году Уэйн Хаммонд и Кристина Скалл опубликовали заново отредактированный текст на основании рукописи Толкина под новым названием «Номенклатура „Властелина колец“» (англ. Nomenclature of The Lord of the Rings). Текст был включён в книгу «Властелин колец: Компаньон читателя».
| Crickhollow | англ. A place-name in Buckland. It is meant to be taken as composed of an obsolete element + the known word hollow. The -hollow (a small depression in the ground) can be translated by sense, the crick- retained (in the spelling of the language of translation). | (Перевод) Топоним в Бакленде. Его следует понимать как состоящее из устаревшего элемента + известного слова hollow («яма», «лощина»). Окончание «-hollow» (небольшое углубление в земле) можно перевести по смыслу, а «crick-» оставить без изменений (в написании языка перевода). |

В «Гиде по именам» Толкин использовал аббревиатуры ВН (англ. CS) для Всеобщего наречия (англ. Common Speech), который в его оригинале представлен английским языком, и ЯП (англ. LT), который означает язык перевода. В целом его подход состоял в том, что в случае сомнений имя собственное нужно оставить, как в оригинале:
«Все имена», которых нет в этом списке, нужно оставить полностью без изменений на любом языке перевода (ЯП), за исключением окончаний s, es, которые нужно передать в соответствии с грамматическими правилами ЯП.
Полностью английские названия, к примеру Dead Marshes, согласно Толкину, должны полностью переводиться, тогда как эльфийские имена и названия нужно оставлять без перевода. При этом неизбежно возникали сложности.
Автор [Толкин], действуя в роли переводчика эльфийских имён, уже придуманных и использованных в этой книге или где-то ещё, старался создать имена, которые одновременно являлись переводом и были благозвучными (для английского уха) и в привычном английском стиле, даже если они и не встречались в Англии.
В качестве примеров можно привести Rivendell — перевод на английский синдаринского названия Imladris («расколотая горная долина») и Westernesse — перевод названия Númenor. Толкин привёл список имён и названий с рекомендациями по переводу некоторых из них на скандинавские и немецкий языки.

## Переводы, сделанные в диалоге с Толкином и на основании его «Гида по именам»

### Переводы на итальянский
Первый перевод на итальянский язык «Братства Кольца» (первого тома романа) датируется 1967 годом, сделала его 17-летняя Витторья Алльята ди Виллафранка (итал. Vittoria Alliata di Villafranca). Перевод был выпущен издательством Марио Убальдини Edizione Astrolabio. Алльята тщательно следовала «Гиду по именам» Толкина и начала свой перевод с «Приложений» для более глубокого понимания книги. Она перевела многие хоббитские имена, например фамилию Sackville-Baggins она перевела как Borsi-Sacconi. Для терминов, которые ей казались «экзотическими», она использовала «греческие или арабские этимологии», для «чего-то знакомого или вызывающего воспоминания» она использовала латинские или итальянские этимологии, а в целом старалась создать ощущение итальянского происхождения названий. Алльята заявляла, что Толкин видел первые страницы её перевода, переслал их кому-то, «чьё мнение он уважал», и получил хороший отзыв на перевод. Отмечается, что в этом переводе несколько утерян «изящный стиль» Толкина, но в целом он точен и адекватен оригиналу. Издание «Братства Кольца» в этом переводе не имело коммерческого успеха: было продано только несколько сотен книг, после чего Убальдини отказался от его последующих изданий. Переводы двух других томов от Алльяты выходили уже в других издательствах.
В 2019—2020 годах вышел второй перевод «Властелина колец» на итальянский, его сделал Оттавио Фатика, а выпустило издательство Bompiani. Фатика сделал комментарии к переводу Алльяты, которые последняя сочла оскорбительными и подала на него в суд за диффамацию (суд в итоге отклонил её иск). Толкиновед Роберто Ардуини высоко оценил перевод Фатики, отметив, что он обладает «щедрым, жизнерадостным, игривым очарованием». По мнению литературного критика Чезаре Каты, перевод Фатики хуже перевода Алльяты, он «сухой и скучный» и его можно отнести скорее к юношеской, а не к эпической литературе.
Франческа Раффи отметила, что два итальянских перевода были сделаны в разное время и отражают изменившийся социокультурный контекст и иное восприятие произведений Толкина. По мнению Маркантонио Савелли, перевод Фатики был попыткой трансформировать «Властелин колец» в нечто «более удобоваримое» для критиков жанра фэнтези или «немодного реакционного мышления» писателя, чтобы показать «современного Толкина» вместо «средневекового».

### Переводы на немецкий

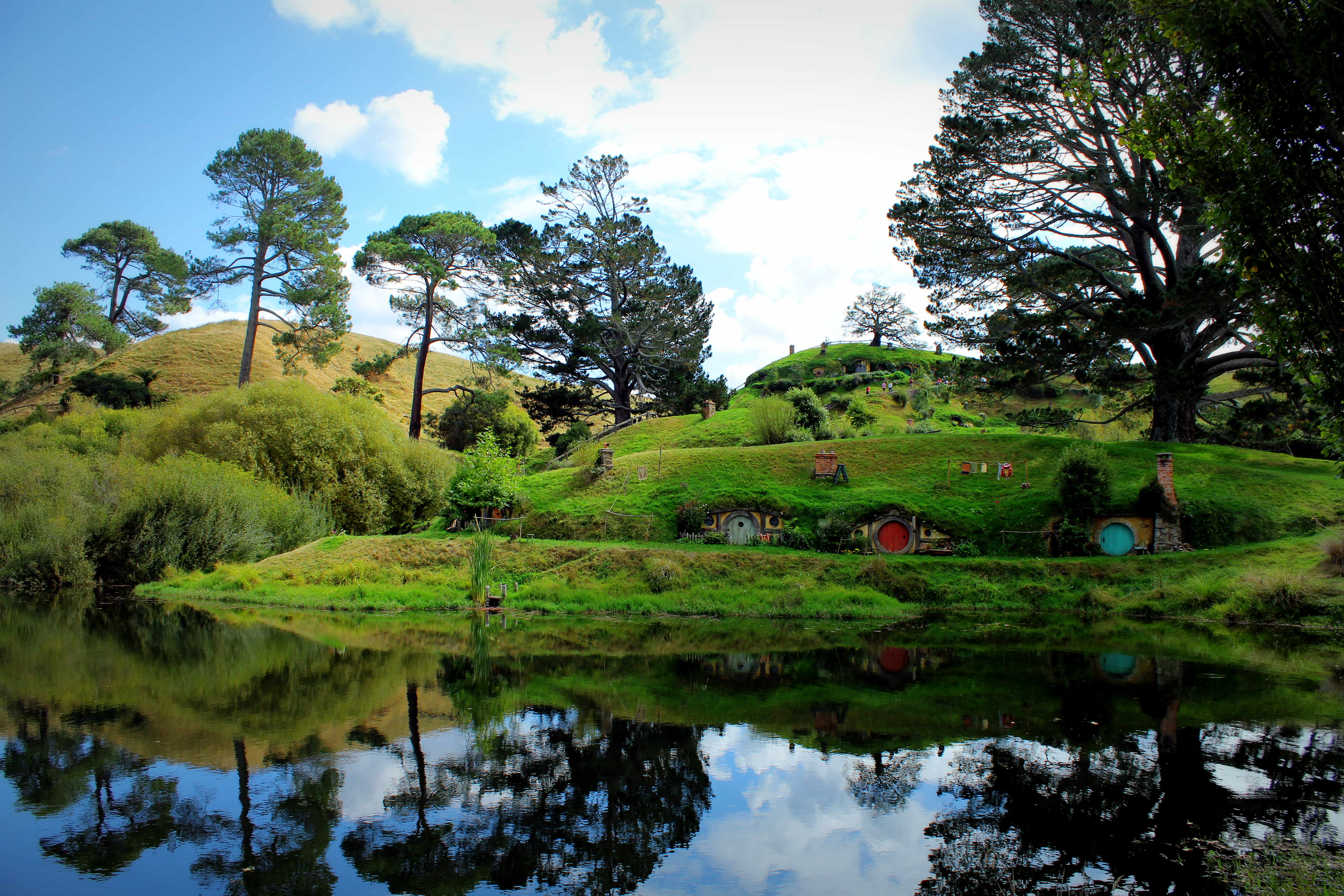
Слово «Шир» оказалось неудобным для перевода на немецкий, так как подходящий исторический термин гау, как Толкин и предполагал, стал прочно ассоциироваться с нацистским термином. Карру придумала вместо этого составное слово

«Гид по именам» оказал большое влияние на перевод «Властелина колец» на германские языки, в особенности на датский и немецкий. Перевод на немецкий сделала Маргарет Карру. Перед этим он перевела рассказ Толкина «Лист кисти Ниггля» и отправила ему как образец своей работы. Также она посетила Толкина в Оксфорде в декабре 1967 года. На момент визита Карру Толкин и его жена были простужены, приём переводчицы был «холодным» и негостеприимным, Толкин был довольно резким и немногословным. Затем общение продолжилось по переписке, Толкин одобрил её работу, за исключением перевода стихов и песен. В итоге Карру решила перевести только прозу, а поэзию перевела Эбба-Маргарета фон Фрайманн.
Карру следовала «Гиду по именам», например, имя Barliman Butterbur она перевела как Gerstenmann Butterblume. В некоторых случаях она отходила от дословного перевода, например, в случае с названием страны хоббитов (англ. Shire). В «Гиде по именам» Толкин одобрил нидерландский перевод (нидерл. Gouw), заметив, что немецкое слово Gau кажется ему подходящим для немецкого перевода, «если только его недавнее использование в региональной реорганизации при Гитлере не испортило это старое слово». Карру решила, что это как раз тот случай, и использовала более искусственный вариант нем. Auenland (в переводе — «луговая земля»). Толкиновед Зузанне Штопфель описала перевод Карру в целом как «очень уважительный» к первоисточнику.
В 2000 году появился перевод «Властелина колец» на немецкий Вольфганга Креге. Перевод был воспринят неоднозначно: так, критики отметили, что язык хоббитов слишком напоминает современный немецкий язык 1990-х годов, что не соответствует эпическому стилю повествования у Толкина. Лингвист Райнер Нагель отметил, что Креге исправил многие ошибки перевода Карру, но «часто перебарщивает с целью осовременивания», пытаясь приспособить текст к неподходящему для Толкина стилю.

### Перевод на исландский
Толкин не дожил до того, чтобы увидеть перевод на исландский язык, но в 1973 году он писал, что очень рад узнать о готовящемся переводе. Толкин признался, что давно надеялся на перевод своих произведений на исландский язык, полагая, что он «подойдёт им лучше, нежели любой другой из хоть сколько-то мне известных».

## Другие переводы

### Переводы на иврит

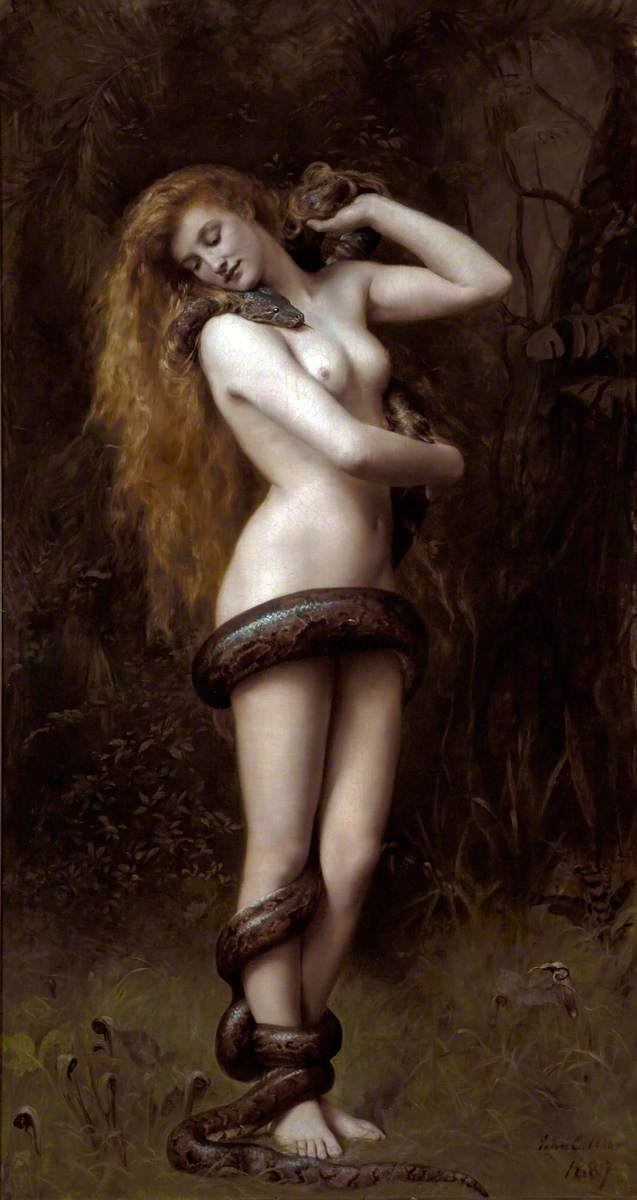
В первом переводе на иврит эльфов назвали «детьми Лилит», во втором переводе они стали «элефами», чтобы устранить ассоциацию с Лилит, матерью всех демонов

Первый перевод «Властелина колец» на иврит (ивр. שר הטבעות‎) был сделан израильской переводчицей Рут Ливнит, членом движения ханаанейцев, в 1977 году. Вторую «редакцию» этого перевода сделал Эмануэль Лоттем. Его версия заменила в книжных магазинах версию Ливнит, что вызвало ожесточённые споры. Дэнни Орбах отметил, что возрастным поклонникам Толкина нравится «старый, традиционный и литературный иврит» Ливнит, полный мифологических и библейских терминов. К примеру, Ливнит перевела англ. horn («рог») как «шофар» (ивр. שׁוֹפָר‎) — ритуальный рог, использующийся в синагогах — тогда как обычный «рог» переводится как «керен» (ивр. קרן‎). Также она использовала термин «ха’арелим» (ивр. הערלים‎) — «необрезанный» — для описания «язычников», то есть опять подразумевая религиозный подтекст. Такие слова, по мнению Орбаха, придают переводу Ливнит «возвышенный тон», который многие израильтяне сочли прекрасным и даже волшебным.
Лоттем, который сделал «редакцию» перевода Ливнит, смешал современный иврит с предыдущей «архаичной» версией, в результате чего получился «странный» перевод. С одной стороны, Лоттем нашёл и исправил многие ошибки первого перевода, с другой — снизил его стиль, добавив сленг. Орбах отметил, что подросткам понравился перевод Лоттема, так как они «не могут оценить красоту иврита Ливнит», либо «предпочитают точность красоте перевода». Ещё одним отличием двух переводов стал перевод имён. Ливнит перевела «эльфов» как «Бней Лилит» ивр. בני לילית‎ («Дети Лилит»). Лоттем использовал транслитерационный вариант «элеф» (ивр. עלף‎). Лоттем изменил название эльфов, так как в переводе Ливнит имелась отсылка на Лилит, мать всех демонов, что не соответствовало описанию эльфов и их истории в легендариуме Толкина. Ливнит переводила текст романа, не изучив руководство по его переводу, из-за чего возникло много ошибок. Лоттем перевёл «Приложения» и следовал руководству Толкина.
По мнению Орбаха, при переводе эпических произведений нужно использовать мифологию целевого языка: «японский перевод должен использовать синтоистскую и самурайскую терминологию (как и делал Тедзи Сета)». Он заявил, что современный иврит не обладает богатством своего предшественника и не подходит для перевода такого эпоса, как «Властелин колец», поэтому предпочёл перевод Ливнит, несмотря на его ошибки.

### Перевод на испанский
Первый перевод на испанский язык сделал Луис Доменек (псевдоним Франсиско Порруа) в 1977—1980 годах. Лингвист Сандра Байона отметила, что в этом переводе речь персонажей хоббитов, принадлежащих, по её мнению, к рабочему классу, была передана грамматически корректным испанским, хотя Толкин использовал нестандартный, разговорный английский. Байона заметила, что Толкин регулярно и намеренно использовал разные стили речи для разных персонажей и социальных групп, подчёркивая их особенности.
Среди характерных особенностей речей хоббитов (в оригинале) Байона выдела следующее: дублирование подлежащего («Мистер Дрого, он женился…», англ. Mr. Drogo, he married...), двойные отрицания («Разговоры ничего не исправят», англ. Talking won't mend nothing), изменённое согласование подлежащего и сказуемого («Эльфы и драконы! Я говорит ему», англ. Elves and dragons!' I says to him), элизия звуков (англ. [My dogs] won't harm you – not unless I tell'em to — 'em вместо them), выдуманные словоформы (jools вместо jewels, trapessing вместо traipsing). Также хоббиты регулярно используют определённые выражения, например «Прощу прощения» (англ. begging your pardon), «Я полагаю» (англ. I reckon) и «Если вы понимаете» (англ. if you understand). В переводе Доменка эти художественные особенности либо совсем отсутствуют, либо, как в случае с двойным отрицанием, передаются по правилам испанского языка, где двойное отрицание грамматически корректно.

### Переводы на китайский
По мнению Ли Хун Мана, переводы «Властелина колец» на китайский язык сложны, что связано с большим различием культур и языков, а также плохим знанием китайских переводчиков тем и подтекстов произведений Толкина. Ли сравнил два перевода «Властелина колец» на китайский: перевод Чжу Сюэхэна (Zhu Xueheng, кит. 朱學恒) 2001—2002 года, и перевод Дин Ди (кит. 丁棣), Яо Цзинжун (кит. 姚镜镕) и Тан Динцзю (кит. 汤定九) 2001 года. По мнению Ли, второй перевод более литературный, но при этом больше походит на «традиционный китайский уся» (приключенческий жанр китайского фэнтези). Перевод Чжу, более популярный, больше похож на западное фэнтези. Чжу перевёл название главы англ. A Knife in the Dark («Кинжал во тьме») буквально (кит. 黑暗中的小刀, «нож в темноте»), а Дин с соавторами сделали более образный перевод (кит. 夤夜劍光, «Свет меча в ночи»).
В переводе Дин и соавторов используется китайский термин «юся» — некий аналог европейского странствующего рыцаря. Так, в их переводе название главы англ. The Passing of the Grey Company передано как «Странствующие всадники юся» кит. 游侠骑士). Эрик Рейндерс отметил, что Арагорн может соответствовать этому описанию, другие, например Леголас и Гимли, соответствуют ему лишь «условно», а однозначно «негероические» хоббиты точно ему не соответствуют.
В переводе Чжу название англ. Rivendell транскрибировано на китайский (кит. 瑞文戴爾), а у Дин и соавторов, в соответствии с рекомендациями Толкина, переведено по смыслу (кит. 林谷, Линь-гу, «Лесная долина»).

### Переводы на русский

#### Общий обзор
Публикации перевода «Властелина колец» на русский язык в СССР препятствовала цензура, усмотревшая в романе Толкина идеологическую опасность в виде возможной «аллегории конфликта между индивидуалистическим Западом и тоталитарным, коммунистическим Востоком».
Автором первого перевода романа на русский язык ещё в 1960-е годы стала Зинаида Анатольевна Бобырь, однако её перевод был сильно сокращённым и с дополнениями, отсутствующими в оригинале (к примеру, в её версии присутствует могущественный артефакт под названием «Серебряный Венец», привезенный из-за моря), поэтому на него часто ссылаются как на «пересказ». Бобырь была известна переводами научной фантастики (Азимова, Саймака, Лема), которые публиковались в журнале «Техника — молодёжи». В 1966 году переводчица предоставила в редакцию журнала «научно-фантастический роман» «Повесть о кольце», куда вошла «адаптированная» версия «Хоббита» и «Властелина колец», но в публикации было отказано (она увидела свет только в 1990 году в публикации московского издательства «Интерпринт»). Бобырь первоначально планировала сопроводить текст книги «интермедиями», которые объясняли бы все «чудеса» с научной точки зрения. Этот вариант остался неопубликованным, впервые текст интермедий увидел свет лишь в журнале «Мир фантастики» в 2013 году.
В 1970-е годы появился первый полноценный перевод романа, сделанный пермским лингвистом Александром Грузбергом и распространявшийся через самиздат. Грузберг активно переводил для самиздата произведения научной фантастики (часть из них — под псевдонимом Д. Арсеньев). Он обнаружил роман Толкина в Библиотеке иностранной литературы в Москве, после чего заказал микрофильм с копией всех трёх томов. Первая версия перевода Грузберга (под названием «Повелитель колец») была полностью написана от руки. Стихи перевела его дочь Юлия.
В 1983 году в московском издательстве «Детская литература» вышел в свет сокращённый перевод первого тома (под названием «Хранители»), который сделали Андрей Кистяковский и Владимир Муравьёв. Этот перевод быстро стал бестселлером, но публикаций второго и третьего томов не последовало, из-за чего стали распространяться другие самиздатовские переводы. Наибольшее распространение из них получил перевод Натальи Григорьевой и Владимира Грушецкого. Полный перевод романа в исполнении Кистяковского и Муравьёва вышел в 1988 году (первый том под названием «Хранители»), 1990 году («Две твердыни») и 1992 году («Возвращение Государя»). «Пересказ» Бобырь был издан однотомником в 1990 году. Перевод Валерии Маториной (В.А.М.) вышел в свет в 1991 году, тогда же, когда и первое издание полного перевода Григорьевой и Грушецкого. В 1990-е годы были изданы перевод Марии Каменкович и Валерия Каррика, перевод Виталия Волковского, на CD-дисках впервые вышел перевод Грузберга. Существуют также переводы «Властелина колец» на русский язык Алёны Немировой, Н. Эстель (Надежды Чертковой) и пересказ для детей Леонида Яхнина. У каждого из переводов имеются свои плюсы и минусы, которые широко обсуждались как в среде толкинистов, как и в профессиональной среде филологов и переводчиков.
Самым популярным переводом на русский язык к началу XXI века был перевод Кистяковского и Муравьёва (Кистяковский умер в 1987 году и не участвовал в переводах второго и третьего тома, их перевёл один Муравьёв). В этой трактовке роман Толкина представал произведением «былинно-героическим» и одновременно максимально приближенным к русскоязычному читателю, что выразилось в замене некоторых реалий толкиновского Средиземья реалиями российской истории («государь», «великий князь», «ратники», «витязи», «крепь»). Диалоги персонажей в переводе Муравьёва до предела насыщены разговорной лексикой («по правде сказать», «значит», «поди», «небось», «уж»), а в речи хоббитов много просторечий, есть и блатное арго («уматывай», «бандитская харя», «паскудство», «сволочь», «курево»), в речи орков — много ругани («падлы», «гниды», «суки», «ни хрена», «хайлом мух ловить»). Встречаются искажения и дополнения, отсутствующие в оригинале. В целом роман Толкина в переводе Муравьёва высоко оценивается в художественном отношении, но при этом он подвергся значительной переработке по сравнению с оригиналом.
Перевод Григорьевой и Грушецкого и перевод В.А.М. сокращены по сравнению с оригиналом, в них упущена значительная доля деталей, присутствуют не только «кальки» с английского, но и сомнительные русские эквиваленты. Также в переводе В.А.М. стиль разговора всех персонажей одинаковый, будь то орки, короли, эльфы или хоббиты, а в тексте выделяется обилие украинизмов. Перевод Каменкович и Каррика довольно точен и выполнен без сокращений, хотя временами «излишне многословен», а также снабжён обширными комментариями, в которых переводчики делают акцент на христианскую тематику (подтекст) романа.

#### Примеры переводов
В связи с большим количеством переводов на русский язык существует множество вариантов переводов имён, названий, терминов. Так, англ. One Ring («Единое кольцо») или англ. Ruling Ring («Правящее кольцо») в большинстве русских переводов, следуя за Кистяковским и Муравьёвым, назвали «Кольцом Всевластья» (у Бобырь, Каменкович и Каррика — «Кольцо Власти»). Марк Хукер отметил, что это отражает яркую политическую окраску и комментирует: «Переводчики, использовавшие это слово, находились, скорее, под влиянием русского менталитета, нежели Толкина». По мнению Марка Хукера, первая версия перевода Грузберга, в которой стих «Одно Кольцо, чтобы править всеми» отлично соотносится с переводом «Правящее Кольцо» и является наиболее адекватным.

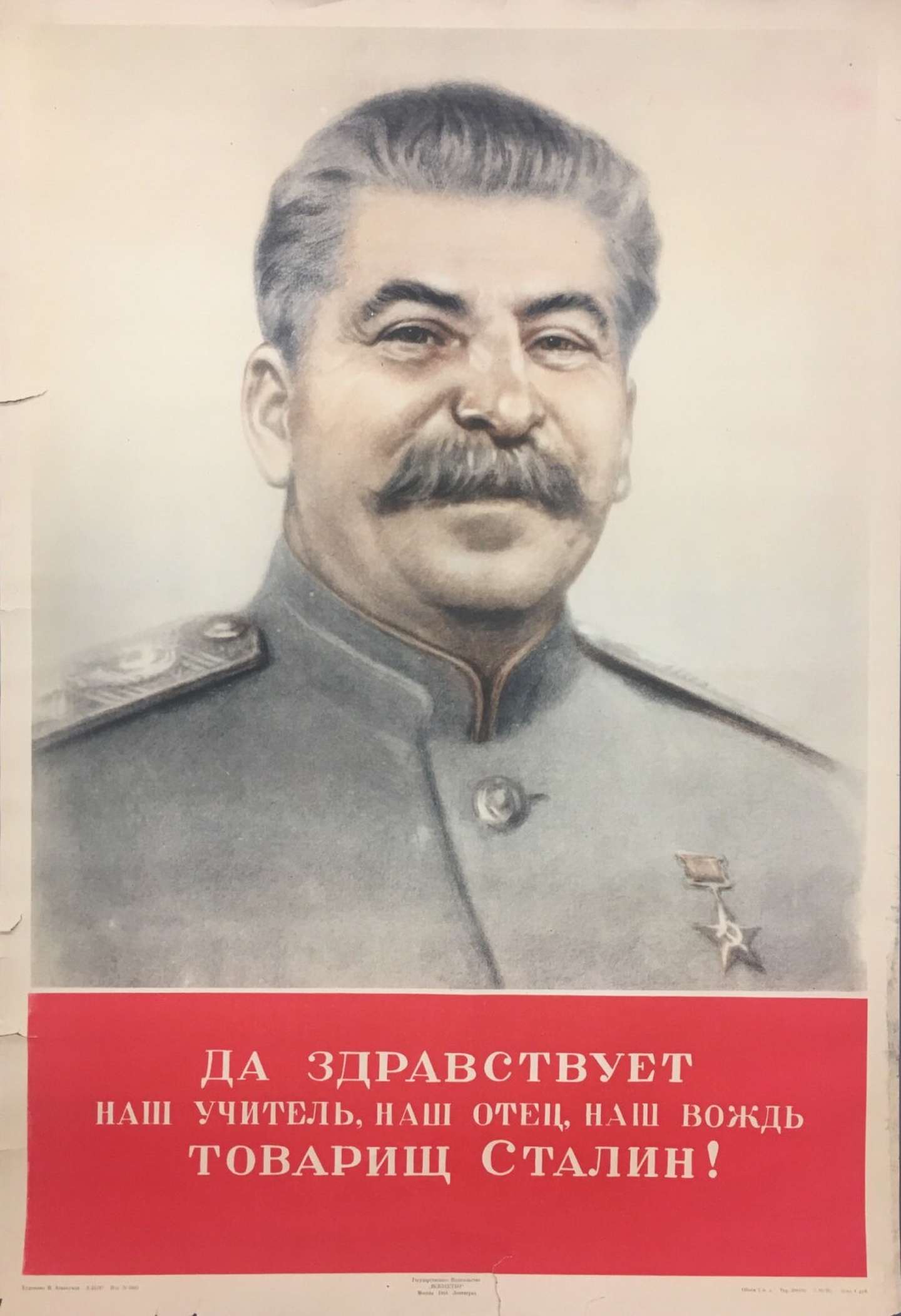
В переводе Муравьёва власть над Широм («Хоббитанией») в предпоследней главе захватил «Генералиссимус», отправляющий несогласных в «исправноры», что имеет явные отсылки к Сталину

Интересны переводы на русский язык предпоследней главы романа («Очищение Шира»). Перевод Муравьёва (глава называется «Осквернённая Хоббитания») изобилует выражениями ярко стилизованной пародии на жаргон арестов и показательных процессов
середины 1930-х годов, в нём появляется «Генералиссимус» и «Исправноры»:
Сударь, сударь, одумайтесь. Согласно личному приказу Генералиссимуса вы обязаны немедля и без малейшего сопротивления проследовать под нашим конвоем в Приречье, где будете сданы с рук на руки охранцам. Когда Генералиссимус вынесет приговор по вашему делу, тогда и вам, может быть, дадут слово. И если вы не хотите провести остаток жизни в Исправнорах, то мой вам совет — прикусите языки.
Толкин использует слово англ. Chief («Шеф», «Начальник»), ставший у Муравьёва Генералиссимусом, что является явной отсылкой к Сталину. В переводе Волковского это «Главнокомандующий», у Каменкович и Каррика — нейтральное «Начальник», у Григорьевой и Грушецкого — «Предводитель», у В.А.М. — «Шеф», у Грузберга — «Шериф», у Александровой (редактора перевода Грузберга для издания на CD) — «Голова», у Немировой — «Губернатор», у Яхнина — «его главенство Капитанус Хоббитанус». Когда четырёх хоббитов задерживают полицейские — «шириффы» (англ. Shiriffs), у них есть приказ «Шефа» отвести их в Байуотер (англ. Bywater). В оригинале у Толкина «We’re going to take you to Bywater and hand you over to the Chief’s Men», в переводах Каменкович и Каррика и В.А.М. «шириффы» просят Фродо «следовать за нами», в переводе Григорьевой и Грушецкого собираются «передать … его людям в Уводье», в переводе Волковского они говорят, что им приказали «доставить» Фродо «в Заручье без лишнего шума», в переводе Немировой они велят «последовать за нами без сопротивления!», а в переводе Муравьёва используются политически окрашенные термины «под конвоем» и «охранцы».
Большую изобретательность переводчики продемонстрировали при передаче хоббитских имён, фамилий и топонимов. Фамилия англ. Baggins, а также производный от неё топоним англ. Bag End некоторыми переводчиками передаётся в транслитерации («Бэггинс», «Бэг Энд»). Этого подхода придерживался Грузберг, его также можно найти в переводе Каменкович и Каррика (хотя они перевели Bag End как «Засумки») и во многих переводах «Хоббита». Кистяковский и Муравьёв перевели фамилию как «Торбинс» (от слова «торба»), а жилище Бильбо и Фродо — как «Торба-на-Круче». Затем эта форма использовалась и многими другими переводчиками. У Григорьевой и Грушецкого Baggins стал «Сумниксом» (от слова «сумка»), а Bag End передаётся сразу двумя вариантами — «Засумки» и «Сумкина горка». В переводе В.А.М. фамилия, как и у Муравьёва с Кистяковским — Торбинс, но Bag End превращается в «Торбу-в-Холме». У Волковского используются экзотические варианты «Беббинс» и «Бебень-на-Бугре» на основании слова «бебень», которое переводчик объявляет «старохоббитским» и объясняя его значение как «заплечная котомка». Топоним англ. Crickhollow, в котором Толкин предлагал переводить только вторую часть, Грузберг традиционно передал в транслитерации («Крикхоллоу»), Волковский перевёл как «Сухой Овражек», Кистяковский — «Кроличья Балка», В.А.М. — «Кричья Балка», Каменкович и Каррик — «Криккова Лощинка», Немирова — «Ручейная Балка», Яхнин — «Сверчковая Лощина».
Многие переводы «Властелина колец» на русский язык игнорировали рекомендации Толкина по переводу, в особенности касаемо передачи эльфийских имён и названий, из-за чего появлялись некорректные варианты («Элронд» вместо «Эльронд», «Дарин» и «Дьюрин» вместо «Дурин» и т. д.). Ситуация стала меняться с публикацией на русском языке новых текстов Толкина (в частности, серии книг «История Средиземья»), переводчики которых (С. Лихачёва, А. Хромова и др.) придерживаются последовательной концепции передачи имён и названий в соответствии с рекомендациями автора.
| Оригинал   | Перевод А. Кистяковского и В. Муравьёва | Перевод Н. В. Григорьевой и В. И. Грушецкого | Перевод В. А. Маториной (В.А.М.) | Перевод А. А. Грузберга | Перевод М. В. Каменкович, В. Каррика | Перевод Д. Афиногенова, В. Волковского | Перевод А. Немировой                                   | Перевод Н. Эстель            | Пересказ З. Бобырь        |
| ---------- | --------------------------------------- | -------------------------------------------- | -------------------------------- | ----------------------- | ------------------------------------ | -------------------------------------- | ------------------------------------------------------ | ---------------------------- | ------------------------- |
| Baggins    | Торбинс                                 | Сумникс                                      | Торбинс                          | Бэггинс                 | Бэггинс                              | Беббинс                                | Торбинс                                                | Торбинс                      | только по имени           |
| Butterbur  | Наркисс                                 | Маслютик                                     | Медовар                          | Баттербур               | Подсолнух                            | Пивнюк                                 | Барбарис                                               | Пахтарь                      | только хозяин, трактирщик |
| Entwash    | Онтава                                  | Энтова Купель                                | Река Энтов                       | Энтвош                  | Энтвейя                              | Энтава                                 | Энтула                                                 | Энтица                       | Энтава                    |
| Gamgee     | Скромби                                 | Гэмджи                                       | Гэмджи                           | Гэмджи                  | Гэмги                                | Гужни                                  | Джемджи                                                | Гискри                       | только по имени           |
| Gandalf    | Гэндальф                                | Гэндальф                                     | Гэндальв                         | Гандалв                 | Гэндальф                             | Гэндальф                               | Гэндальф                                               | Гэндальф                     | Гандальф                  |
| Goldberry  | Золотинка                               | Златеника                                    | Золотинка                        | Голдбэрри               | Златовика                            | Золотинка                              | Золотинка                                              | Золотинка                    | нет персонажа             |
| Isengard   | Изенгард                                | Изенгард                                     | Исенгард                         | Исенгард                | Исенгард                             | Айсенгард                              | Изенгард                                               | Исенгард                     | Изенгард                  |
| Mirkwood   | Лихолесье                               | Сумеречье                                    | Темнолесье                       | Мерквуд                 | Чернолесье                           | Лихолесье                              | Лихолесье                                              | Лихолесье                    | Чернолес                  |
| Rivendell  | Раздол                                  | Дольн                                        | Райвендел                        | Ривенделл               | Ривенделл                            | Разлог                                 | Раздол                                                 | Светлояр                     | Ривенделл                 |
| Rohan      | Ристания, Мустангрим                    | Рохан                                        | Рохан                            | Рохан                   | Рохан                                | Рохан                                  | Ристания (государство), Рохан (географическая область) | Роханд (населён роандийцами) | Рохан                     |
| Shadowfax  | Светозар                                | Сполох                                       | Серосвет                         | Обгоняющий Тень         | Скадуфакс                            | Светозар                               | Тенебор                                                | Ночиветр                     | Серогрив                  |
| Shire      | Хоббитания                              | Шир                                          | Хоббитшир                        | Шир                     | Заселье                              | Хоббитания                             | Хоббитания                                             | Край                         | Шир                       |
| Strider    | Бродяжник                               | Колоброд                                     | Долгоброд                        | Скороход                | Бродяга, Бродяга-Шире-Шаг            | Бродяжник                              | Шатун                                                  | Бродник                      | Странник                  |
| Treebeard  | Древень                                 | Древобород                                   | Древесник                        | Древобородый            | Древобород                           | Древобрад                              | Древес                                                 | Древобрад                    | только Фангорн            |
| Wormtongue | Гнилоуст                                | Червослов                                    | Причмок                          | Червячий Язык           | Червеуст                             | Змеиный Язык                           | Драконий Язык                                          | Червослов                    | Чёрный                    |
| Weathertop | Заверть                                 | Заветерь                                     | Заверть                          | Везертроп               | Пасмурная Вершина, Пасмурник         | Выветрень                              | Непогожая                                              | Заветрь                      | Ветровая вершина          |

### Перевод на французский
Первый перевод «Властелина колец» на французский вышел в 1972—1973 годах. Переводчиком стал Франсис Леду. К тому моменту Толкин был не очень известен французским читателям: книга «Хоббит Бильбо» (фр. Bilbo le Hobbit) вышла только в 1969 году. Даже жанр фэнтези был плохо понятен местной публике: fantaisie означает на французском «прихоть» или «фантазию», а «Властелин колец», по мнению Ферре, является произведением не «фантастическим» (фр. fantastique), а «полным чудес» (фр. merveilleux).
Французский медиевист и толкиновед Венсан Ферре с коллегами отметили цитату Толкина из его эссе «О переводе Беовульфа»: «в этом заключается неуловимая магия древнеанглийского стиха … глубокие чувства и проникновенные видения, наполненные красотой и бренностью мира, пробуждаются краткими фразами, лёгкими касаниями, короткими словами, звучащими, как резко дёрнутые струны арфы». По мнению Ферре, «Властелин колец» похож на «Беовульфа» тем, что его перевод также невыносимо труден.

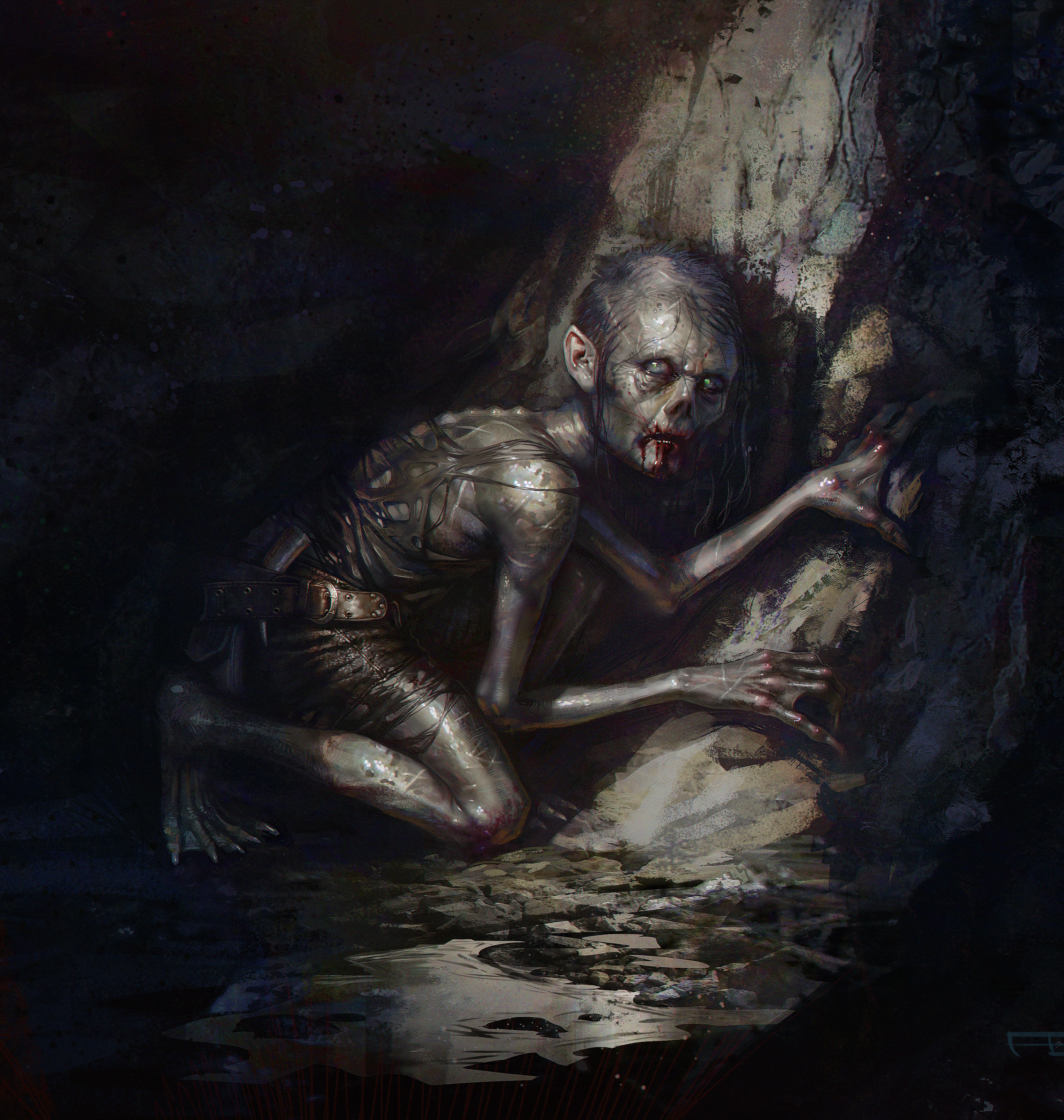
Перевод Франсиса Леду «преуменьшает специфику» своеобразной речи Голлума

Ферре полагает, что Франсис Леду был неосторожен при переводе некоторых терминов, в частности, связанных с расами. Так, он использовал французское слово race, которое является пейоративом, а также noiraud («очень темнокожий», «смуглый»), переводя хоббитские описания Чёрного всадника (англ. black-like, англ. black chap). Однако хоббиты видели только чёрную одежду, а не цвет кожи. По мнению Ферре, корректно было бы перевести фразу как фр. un type en noir («парень в чёрном»), иначе в XXI веке ультраправые читатели могут найти в переводе совершенно непредусмотренный автором смысл. Также Леду в своём переводе явно упоминает Бога, хотя Толкин в романе избегал этого: выражение англ. Bless him («Благослови его») Леду перевёл как Dieu le bénisse («Да благословит его Бог»).
Особую трудность представляет перевод речи своеобразных персонажей, например, Голлума. Ферре приводит пример:
(Оригинал) англ. What had it got in its pocketses?' he said. 'It wouldn't say, no precious. Little cheat...
И перевод Леду, который Ферре назвал «неинтересным»:
фр. 'Qu'avait-il dans ses poches?' disait-il. 'Je ne pouvais le dire, pas de trésor. Petite tricherie...'
Ферре отметил, что такой перевод «преуменьшает специфику» своеобразной речи Хэмфаста Гэмджи и Голлума, и предложил другой вариант перевода вышеприведённого отрывка:
фр. Qu'est-ce que ça avait dans ses pochess?' disait-il. 'Ça ne voulait pas le dire, non, trésor. Petit tricheur...'
Перевод топонимов представляет отдельную трудность: Ферри указывает на наличие не только исторических, но и литературных реминисценций, к примеру в названии англ. Brandy Hall используется термин hall из «Беовульфа» — слово, «полное отголосков». Леду перевёл его как фр. château («замок»), что, по мнению Ферре, «звучит слишком по-артуриански и возвышенно». То же слово фр. château Леду использует и при переводе топонима англ. Bucklebury, назвав его фр. Châteaubouc. Ферре замечает, что согласно Толкину -bury происходит от древнеанглийского слова burg («укреплённое место»), поэтому Bucklebury лучше было бы перевести как фр. Fertébouc (фр. Ferté — древнее французское слово, обозначающее укреплённый город и встречающееся в некоторых французских топонимах).

## Комментарии
1. ↑  Хотя у Толкина это не лесная, а «расколотая горная долина».
2. ↑  Сам Толкин отрицал аллегоричность своих книг и аналогии между Мордором и СССР, а западные марксисты конца XX — начала XXI века даже находили в антииндустриализме Толкина («Очищение Шира») черты первобытного коммунизма и протеста против технократического капитализма.